# 張元慶 (順治進士)
張元慶，山西汾陽縣人，清朝政治人物、進士出身。

## 生平
順治三年，登進士，授德平縣知縣。